# Cristiane Aguinaga
Cristiane Solange Aguinaga Sánchez (Distrito Federal, México; 18 de abril de 1992), más conocida por su nombre artístico Cristiane Aguinaga, es una actriz mexicana, de padre ecuatoriano. Es conocida por su papel de Deborah en la telenovela infantil María Belén.

## Biografía
Es la segunda hija del exfutbolista ecuatoriano Álex Aguinaga, quien fue capitán de la selección de fútbol de Ecuador y vive en México hace años por su vinculación al club Necaxa.

## Carrera
Cristiane comenzó su carrera los 6 años, cuando se inscribió en el Centro de Educación Artística (CEA) infantil de Televisa. A los tres meses de estudio, Cristiane obtuvo su primer personaje en Carita de ángel (2000), donde trabajó con la consagrada actriz Libertad Lamarque, quien filmó la telenovela hasta antes de su muerte, a los 96 años. En 2001 la productora Mapat escogió a Cristiane para que realice el papel de una niña malvada en María Belén y la misma empresa la seleccionó para que en 2003 representara a Ximena (una niña bondadosa que lucha por las causas justas) en De pocas, pocas pulgas. «Escogimos a Cristiane porque es muy buena actriz», dice Patricia de Zataraín (MaPat), productora ejecutiva de la telenovela. «Yo creo que ella va a dar que hablar durante muchos años. Llegará a ser una estrella, porque además de talentosa, es bonita y canta muy bien», dice Zataraín. En De pocas, pocas pulgas, Cristiane comparte la pantalla con grandes actores como Ignacio López Tarso, don Julián (un anciano viudo malhumorado) y con diez niños más con quienes en la vida real ha entablado una gran amistad.
Tras un paréntesis de dos años en la actuación, retoma su carrera con la serie A dos de tres, donde es cobijada por el talento de Luis Manuel Ávila y el joven actor Ramón Valdez.

## Filmografía
| Televisión | Televisión             | Televisión                                       | Televisión |
| Año        | Película               | Personaje                                        | Notas |
| ---------- | ---------------------- | ------------------------------------------------ | --- |
| 2000-2001  | Carita de ángel        | Katia                                            | |
| 2001       | María Belén            | Deborah                                          | |
| 2003       | De pocas, pocas pulgas | Ximena                                           | |
| 2005       | Barrera de amor        | Verónica (niña)                                  | |
| 2005       | Bajo el mismo techo    | Mariana Acosta                                   | |
| 2008-2012  | La rosa de Guadalupe   | Nancy/Ingrid/Patricia/Maridol/Alma/Solsticio/Isa | "La manzana envenenada", "Salida de emergencia", "Seguir al amor", "La receta mágica", "Quererte a ti","Hundir a la guera" y "Corazón de azúcar" |
| 2011-2012  | Como dice el dicho     | Elisa/Fernanda                                   | Dos capítulos: "En casa del ladrón te roban hasta la inspiración" y "A caballo regalado no se le mira el diente"                                 |
| 2013-2014  | Quiero amarte          | Laura                                            | |

## Discografía
- Carita de Ángel
- Vivan los Niños
- De Pocas, Pocas Pulgas.

- Datos: Q8351718